# Bisaccia
Bisaccia község (comune) Olaszország Campania régiójában, Avellino megyében.

## Fekvése
A megye keleti részén fekszik. Határai: Andretta, Aquilonia, Calitri, Guardia Lombardi, Lacedonia, Scampitella és Vallata.

## Története
A régészek véleménye szerint a település valószínűleg az ókori, szamniszok által alapított Romulea helyén épült ki, amelyet i. e. 296-ban a rómaiak elpusztították. A mai település a 11. században, a normannok érkezésével népesült be ismét. A középkor során hűbéri birtok volt, valamint a nápolyi királyok vadászterülete. A 19. században nyerte el önállóságát, amikor a Nápolyi Királyságban felszámolták a feudalizmust.

## Népessége
A népesség számának alakulása:

## Főbb látnivalói
- a Castello Ducale (hercegi vár) a 12 méter magas tornyával és a reneszánsz loggiával.
- az 1456-os földrengés után újjáépített katedrális
- nemesi paloták: Palazzo Capaldo, Palazzo Orlando, Palazzo Cafazzo és Palazzo Patrisso